# Matriu de Brahmagupta
En matemàtiques, la següent matriu va ser donada pel matemàtic indi Brahmagupta:
{\displaystyle B(x,y)={\begin{bmatrix}x&y\\\pm ty&\pm x\end{bmatrix}}.}
Aquesta matriu satisfà: 
{\displaystyle B(x_{1},y_{1})B(x_{2},y_{2})=B(x_{1}x_{2}\pm ty_{1}y_{2},x_{1}y_{2}\pm y_{1}x_{2}).\,}
Les potències d'aquesta matriu són definides per 
{\displaystyle B^{n}={\begin{bmatrix}x&y\\ty&x\end{bmatrix}}^{n}={\begin{bmatrix}x_{n}&y_{n}\\ty_{n}&x_{n}\end{bmatrix}}\equiv B_{n}.}
La {\displaystyle \ x_{n}} i la {\displaystyle \ y_{n}} són anomenats polinomis de Brahmagupta. Les matrius de Brahmagupta es poden estendre a enters negatius:
{\displaystyle B^{-n}={\begin{bmatrix}x&y\\ty&x\end{bmatrix}}^{-n}={\begin{bmatrix}x_{-n}&y_{-n}\\ty_{-n}&x_{-n}\end{bmatrix}}\equiv B_{-n}.}